# شيهو كانيدا
شيهو كانيدا (金田 志保) هو لاعب كرة قدم. ولعبت مع منتخب اليابان لكرة القدم للسيدات.